# Gunnar Ternhag
Nils Gunnar Ternhag, född 31 oktober 1948 i Katarina församling, Stockholms stad, svensk musikforskare, professor i ljud- och musikproduktion vid Högskolan Dalarna samt professor i musikvetenskap vid Stockholms universitet. Har arbetat på musikvetenskapliga institutionen, Uppsala universitet, Dalarnas museum och Dalarnas forskningsråd. Hans forskning har huvudsakligen musiketnologisk inriktning, så till exempel doktorsavhandlingen från Göteborgs universitet 1992 om rättviksspelmannen Hjort-Anders Olsson. Ternhag är ledamot av Kungliga Musikaliska Akademien och har varit redaktör för recensionsavdelningen på Svensk tidskrift för musikforskning.